# 更汀芦单抗
更汀芦单抗（INN：Gantenerumab）是由罗氏制药公司开发的一种用于治疗阿尔茨海默病的单克隆抗体。
更汀芦单抗结合并清除聚集的β淀粉样蛋白纤维。
更汀芦单抗的III期临床试验因缺乏疗效而提前停止。更汀芦单抗也在患有阿尔茨海默病高风险的年轻患者中进行了评估，但经过五年的治疗，该药物对减缓患者认知能力下降几乎没有作用。